# Patrik Rikl
Patrik Rikl (* 6. ledna 1999 Bradenton, Spojené státy americké) je český tenista. Ve své dosavadní kariéře na okruhu ATP Tour vyhrál dva deblové turnaje.  
Na žebříčku ATP byl ve dvouhře nejvýše klasifikován v říjnu 2018 na 392. místě a ve čtyřhře v červenci 2025 na 56. místě.  
Jeho otcem je David Rikl. 

## Tenisová kariéra
Na turnajích hraje od roku 2016. Dosavadním vrcholem jeho kariéry v žebříčku ATP bylo ve dvouhře 392. místo dne 1. října 2018 a ve čtyřhře 72. místo dne 21. října 2024. Hraje za TK Sparta. Trénuje ho Martin Štěpánek.
Na grandslamu vyhrál juniorskou čtyřhru Roland Garros s izraelským hráčem Jišajem Oli'elem.

## Finále na okruhu ATP Tour

### Čtyřhra: 3 (2–1)
| Legenda                   |
| ------------------------- |
| D – dvouhra; Č – čtyřhra  |
| Grand Slam (0)            |
| Turnaj mistrů (0)         |
| ATP Tour Masters 1000 (0) |
| ATP Tour 500 (0)          |
| ATP Tour 250 (2–1 Č)      |

| Stav      | č. | datum         | turnaj              | kategorie | povrch    | spoluhráč  | soupeři ve finále                | výsledek              |
| --------- | -- | ------------- | ------------------- | --------- | --------- | ---------- | -------------------------------- | --------------------- |
| Finalista | 1. | říjen 2024    | Stockholm, Švédsko  | ATP 250   | tvrdý (h) | Petr Nouza | Harri Heliövaara Henry Patten    | 7–5, 6–3              |
| Vítěz     | 1. | duben 2025    | Marrákeš, Maroko    | ATP 250   | antuka    | Petr Nouza | Hugo Nys Édouard Roger-Vasselin  | 6–3, 6–4              |
| Vítěz     | 2. | červenec 2025 | Kitzbühel, Rakousko | ATP 250   | antuka    | Petr Nouza | Neil Oberleitner Joel Schwärzler | 1–6, 7–6(7–3), [10–5] |

## Finále na juniorce Grand Slamu

### Čtyřhra juniorů: 2 (1–1)
| Stav      | rok  | turnaj          | povrch | spoluhráč    | soupeři ve finále          | výsledek          |
| --------- | ---- | --------------- | ------ | ------------ | -------------------------- | ----------------- |
| Finalista | 2016 | Australian Open | tvrdý  | Lukáš Klein  | Alex De Minaur Blake Ellis | 6–3, 5–7, [10–12] |
| Vítěz     | 2016 | French Open     | antuka | Jišaj Oli'el | Čong Jun-song Orlando Luz  | 6–3, 6–4          |